# 第7歩兵師団 (アメリカ陸軍)
第7歩兵師団（だい7ほへいしだん、英語: 7th Infantry Division）とは、アメリカ陸軍の歩兵師団である。第1軍団に所属しており、第2歩兵師団より編入された2個ストライカー旅団戦闘団等から編制されている。

## 歴史

### 第一次世界大戦
第7歩兵師団は、第一次世界大戦中の1917年12月にジョージア州キャンプ・ウィーラーで新編された。第一次大戦中は、主にヨーロッパで戦い1505人の負傷者と204人の戦死者を出した。1919年にアメリカに帰国し、1921年9月22日にメリーランド州キャンプ・ジョージ・G・ミードで編成解除する。

### 第二次世界大戦
第7歩兵師団は第二次世界大戦中の1940年7月1日にカリフォルニア州キャンプオードで復帰編成される。第二次大戦中は、アリューシャン列島、レイテ、沖縄で日本軍と戦い多数の死傷者を出した。第2次世界中、第7歩兵師団の3人の兵士に名誉勲章が送られた。1945年の日本降伏後は、日本に駐留し、本州の一部と北海道を占領した。

### 朝鮮戦争
朝鮮戦争では仁川上陸作戦に加わるため、第10軍団に属して1950年9月11日に日本の横浜港で乗船した。首尾良く仁川を占領した第1海兵師団に続いて上陸し、ソウル南方を確保した。続いて漢江を渡って南東からソウル攻略戦に入り、北西から攻めていた第1海兵師団とともに、9月28日にソウル奪回を成し遂げた。
それ以後、第7歩兵師団は、ポーク・チョップ・ヒルの戦い、オールド・ボールディの戦いを経験する。朝鮮戦争中、10,858人が負傷し、3,905人が戦死した。また13人の兵士が名誉勲章を受章した。1953年から1971年まで韓国に駐留し、1971年4月2日にアメリカに帰還し、ワシントン州フォートルイスで編成解除した。

### ホンジュラスとパナマへの侵攻
1974年10月21日にフォートオードで復帰編成され、ホンジュラス侵攻や1980年代後半から1990年代初頭にかけてのパナマ侵攻に参加した。1992年のロサンゼルス暴動では治安維持の任務のために出動した。その後、第7歩兵師団は、1994年6月16日にフォートルイスで編成解除した。

### 訓練・評価部隊
第7歩兵師団は1999年10月4日にコロラド州フォートカーソンで復帰編成され、2006年6月4日にフォートカーソンで再再々解散されるまで、国境警備や州兵の予備役旅団の訓練・評価部隊として活躍した。

### 現在の第7歩兵師団
2012年4月26日、国防総省陸軍省は第7歩兵師団司令部が復帰編成されると発表し、10月10日にジョイント・ベースルイス・マコードで編成された。当初は従属した旅団を持たない250人の司令部のみの師団だったが、その後、第2歩兵師団の第2・第3・第4ストライカー旅団戦闘団が第2歩兵師団の名を冠したまま第7歩兵師団に編入され、同時に第16戦闘航空旅団、第17野戦砲兵旅団、第555工兵旅団、第201戦場監視旅団も編入され、人員は約2万1,000人になった。後に第4ストライカー旅団戦闘団は閉隊した。

## 編制

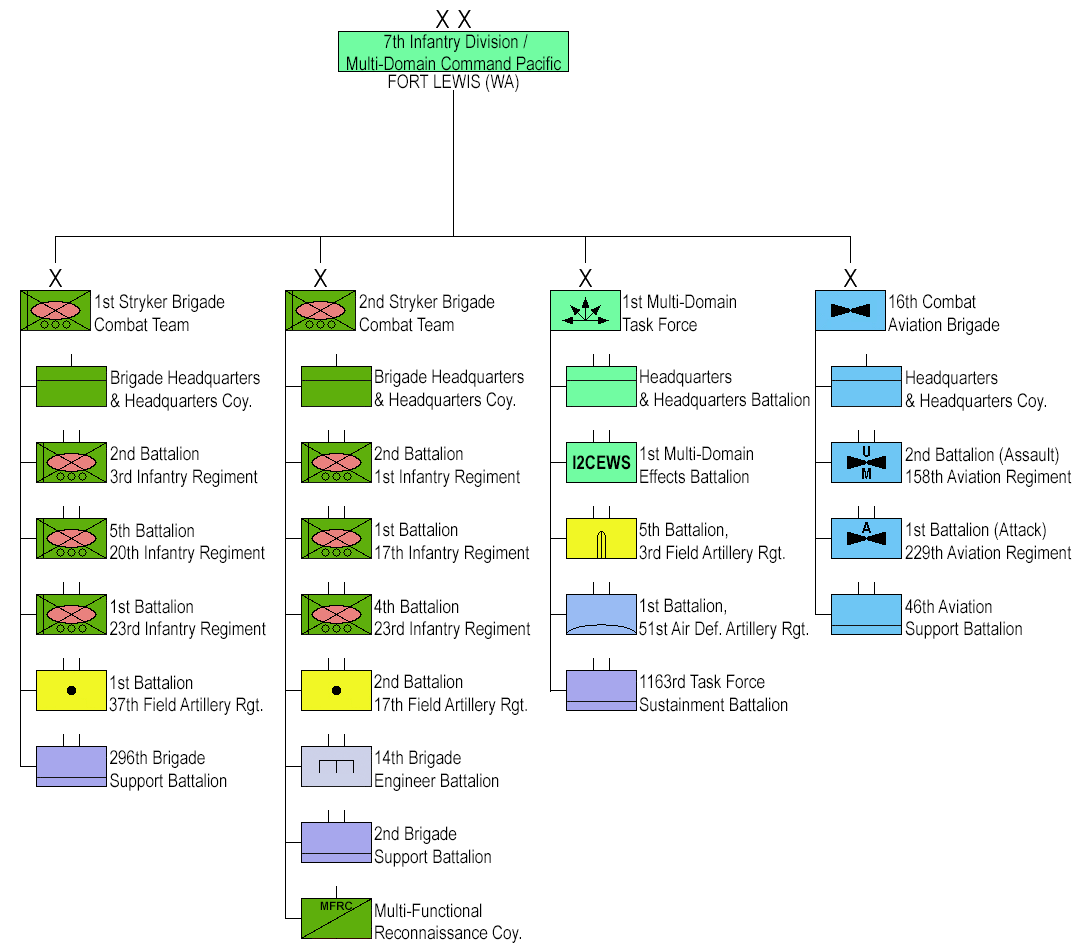
2021年時点の第7歩兵師団の編制図

- 第7歩兵師団 ワシントン州ルイス・マッコード統合基地
  -  第1ストライカー旅団戦闘団 (第2歩兵師団)、ワシントン州ルイス・マッコード統合基地
    -  司令部及び司令部中隊 (HHC)
    -  第14騎兵連隊第1大隊 (偵察・監視・標的補足 (RSTA))
    -  第3歩兵連隊第2大隊
    -  第20歩兵連隊第5大隊
    -  第23歩兵連隊第1大隊
    -  第37野戦砲兵連隊第1大隊
    -  第23旅団工兵大隊
    -  第296旅団支援大隊

  -  第2ストライカー旅団戦闘団 (第2歩兵師団)、ワシントン州ルイス・マッコード統合基地
    -  司令部及び司令部中隊 (HHC)
    -  第1騎兵連隊第8大隊 (偵察・監視・標的補足 (RSTA))
    -  第1歩兵連隊第2大隊
    -  第17歩兵連隊第1大隊
    -  第23歩兵連隊第4大隊
    -  第17野戦砲兵連隊第2大隊
    -  第14旅団工兵大隊
    -  第2旅団支援大隊

  -  第81ストライカー旅団戦闘団
    -  司令部及び司令部中隊 (HHC)
    -  第82騎兵連隊第1大隊 (偵察・監視・標的補足 (RSTA))
    -  第161歩兵連隊第1大隊
    -  第161歩兵連隊第3大隊
    -  第185歩兵連隊第1大隊
    -  第146野戦砲兵連隊第2大隊
    -  第898旅団工兵大隊
    -  第181旅団支援大隊

  -  第2歩兵師団砲兵隊 ワシントン州ルイス・マッコード統合基地
    -  司令部及び司令部中隊

  -  第16戦闘航空旅団
    -  司令部及び司令部中隊 (HHC)
    -  第6騎兵連隊第4大隊 (重突撃・偵察)、AH-64 アパッチ及びRQ-7 シャドー
    -  第229航空連隊第1大隊 (突撃)、AH-64 アパッチ
    -  第158航空連隊第2大隊 (強襲) UH-60 ブラックホーク
    - 第229航空連隊B中隊
    -  1st Battalion (General Support), 第52航空連隊第1大隊 (全般支援)、UH-60 ブラックホーク・CH-47 チヌーク・UH-60A+、(在アラスカ米軍の支援部隊)
    -  第46航空支援大隊